# Ernest Shackleton
(Raymond Priestley)
Ernest Henry Shackleton (Athy, Kilkea House, 15 febbraio 1874 – Grytviken, 5 gennaio 1922) è stato un esploratore britannico di origine irlandese.
È considerato uno dei principali protagonisti della cosiddetta "epoca eroica dell'esplorazione antartica".
Partecipò alla spedizione Discovery di Robert Falcon Scott, e guidò personalmente la spedizione Nimrod, la quale riuscì a raggiungere un nuovo record di latitudine sud. Dopo la conclusione della corsa per la conquista del Polo Sud, con il successo nel 1911 della spedizione guidata dall'esploratore norvegese Roald Amundsen, Shackleton iniziò a progettare una nuova spedizione per l'attraversamento dell'Antartide da costa a costa.
Proprio la spedizione imperiale trans-antartica, nonostante il suo fallimento, rappresentò il viaggio più famoso dell'esploratore irlandese. Dopo la perdita della nave Endurance, bloccata e stritolata dai ghiacci, Shackleton e il suo equipaggio riuscirono a mettersi in salvo raggiungendo la Georgia Australe dopo un impervio viaggio di oltre 1300 chilometri. Morì per un attacco di cuore nel 1922, durante le prime fasi di una nuova spedizione. È sepolto in Georgia del Sud.

## Biografia

### Origini familiari e formazione
Ernest era il secondo (e primo maschio) dei dieci figli di una coppia anglo-irlandese, Henry Shackleton (nato nel 1847) e Henrietta Letitia Sophia Gavan (nata nel 1846). La famiglia paterna era originaria dello Yorkshire; il capostipite Abraham (1696-1771) era un quacchero trasferitosi nel XVIII secolo a Ballitore, nei pressi di Dublino, dove aveva fondato una scuola. Poiché la carriera militare gli era preclusa dalle precarie condizioni di salute, Henry decise di trasferirsi a Kilkea e di dedicarsi all'agricoltura. Nel 1872 sposò Henrietta, di famiglia irlandese, ma nel 1880 gli Shackleton furono costretti a trasferirsi a Dublino a causa del perdurare dei cattivi raccolti di patate. Qui Henry frequentò la facoltà di medicina del Trinity College per esercitare in seguito la professione medica a Londra, a partire dal 1884.
Ernest Shackleton cominciò a frequentare il Dulwich College per assecondare il desiderio del padre, che lo voleva anch'egli medico, ma all'età di 16 anni (1890) ormai insofferente a quella prospettiva si arruolò come mozzo sulla nave Houghton Tower della marina mercantile britannica. Dopo alcuni viaggi nell'Oceano Pacifico e nell'Oceano Indiano divenne nostromo in seconda su una nave da carico e nel 1896 venne promosso nostromo.

Nel corso del 1898 si innamorò di Emily Dorman, che aveva conosciuto due estati prima tramite una delle sorelle. Le ragioni sentimentali furono uno degli elementi che spinsero Shackleton a cercare un altro datore di lavoro: avendo infatti ottenuto il comando nel 1898, l'anno successivo passò alla più nota Union Castle Line le cui rotte regolari consentivano una migliore pianificazione della vita familiare (nonostante ciò il matrimonio ebbe luogo solo il 9 aprile 1904, al ritorno di Ernest dalla prima spedizione antartica).
Come Robert Falcon Scott, che si sentiva oppresso dalla routine quotidiana della Royal Navy, anche Shackleton maturò la convinzione che la marina mercantile non fosse adeguata a soddisfare le sue ambizioni. Nel 1900 si risolse quindi a intraprendere la carriera di esploratore, motivato in parte dalla possibilità di ricavarne fama e ricchezza; il primo passo fu aggregarsi in qualità di terzo luogotenente alla spedizione antartica organizzata dalla Royal Geographical Society con la nave Discovery e guidata dallo stesso Scott.

### Gli anni prima della guerra
Dopo il rientro dalla spedizione Discovery (1901-1903) Shackleton lavorò in un primo tempo come giornalista e ben presto venne eletto segretario della Royal Scottish Geographical Society. I contatti e le relazioni allacciate grazie a questa attività lo convinsero a entrare in politica, abbandonando nel gennaio del 1905 la sua fresca carica. In seguito vi fu un periodo di incertezza professionale ed economica durante il quale nacque il primo figlio Raymond (2 febbraio 1905), seguito poi da una figlia, Cecily, e da un altro figlio, Edward.
La seconda spedizione in Antartide, la spedizione Nimrod (British Antarctic Expedition) da lui comandata, durò dal 1907 al 1909 e la sua conclusione non fu coronata da successo, il Polo Sud fu mancato per 280 km ma gli valse il titolo di cavaliere. Il Polo Sud fu raggiunto per la prima volta da Roald Amundsen, il 14 dicembre 1911, durante l'omonima spedizione.

### Gli anni della guerra
La terza spedizione comandata da Ernest Shackleton fu la spedizione Endurance, partita da Plymouth il 9 agosto 1914. 
Di ritorno dalla spedizione Endurance (Imperial Trans-Antarctic Expedition), Shackleton fece di tutto per partecipare alla guerra. Nonostante i suoi tentativi, l'età avanzata, le condizioni di salute non impeccabili e problemi di abuso di alcool gli impedirono di avere un ruolo attivo nel conflitto. Con l'appoggio di Sir Edward Carson, un ex Primo Lord dell'Ammiragliato, venne inviato a Buenos Aires per cercare di persuadere l'Argentina e il Cile ad abbandonare la neutralità e aggregarsi agli alleati. Nel 1918 guidò una missione sotto copertura per stabilire una presenza britannica nell'estremo nord della neutrale Norvegia; dopo l'armistizio, nel corso della guerra contro i bolscevichi, fu "ufficiale incaricato dell'equipaggiamento artico" a Murmansk.

### Il dopoguerra e la morte
Nell'immediato dopoguerra Shackleton ebbe un periodo di crisi. Il peso dei debiti nati dalla precedente spedizione diveniva sempre più gravoso, il suo stato di salute era in peggioramento e anche il matrimonio con Emily vacillava, minato com'era da una relazione extraconiugale con la statunitense Rosalind Chetwynd che durava da alcuni anni. Dovette riuscire a mantenersi solo grazie a conferenze sulle sue imprese passate, attività che lo annoiava profondamente. I profitti del libro South, che ebbe un buon successo di critica e di vendite e nel quale raccontava la spedizione Endurance, furono usati per rifondere i finanziatori della spedizione.
Alla fine del 1920 cominciò nuovamente a pianificare una spedizione: questa volta intendeva dirigersi verso il Polo Nord, dove anche Amundsen stava progettando di recarsi. Fu trovato un finanziatore canadese ma la stagione era ormai troppo avanzata; l'idea fu quindi abbandonata e Shackleton ripiegò sull'organizzazione di un nuovo viaggio in Antartide.
Con la nave Quest salpò da Londra nel settembre del 1921. Sebbene gli obiettivi scientifici della spedizione non fossero ben definiti, riuscì a farsi seguire nella nuova avventura da alcuni dei membri della precedente operazione Endurance. A causa del maltempo la nave dovette attraccare in Georgia del Sud al porto baleniero di Grytviken, dove nella notte del 5 gennaio Shackleton morì a causa di una trombosi coronarica. Fu sepolto nel cimitero della chiesa luterana. Decenni dopo, accanto a lui venne sepolto Frank Wild, fedele braccio destro che lo seguì in diverse spedizioni.

## La spedizioneDiscovery

### La candidatura per la spedizione di Scott
Robert Falcon Scott e Clements Markham (presidente della Royal Geographical Society) cercavano marinai esperti per una spedizione in Antartide pianificata per l'anno successivo. Shackleton era esperto, ma per Scott e Markham l'appartenenza alla marina mercantile, meno accreditata di quella militare, rappresentava uno svantaggio. Shackleton fu però in grado di organizzare un incontro con uno dei maggiori finanziatori della spedizione, Llewellyn Longstaff, di cui aveva conosciuto il figlio durante un trasporto di truppe dirette in Sudafrica. La forte personalità e il carattere estroverso di Shackleton convinsero Longstaff a perorare la causa della sua partecipazione alla spedizione: Longstaff riuscì a convincere Markham e Shackleton entrò a far parte dell'equipaggio della Discovery.

### Obiettivi della spedizione
La spedizione di Robert Falcon Scott, organizzata dalla Royal Geographical Society, cominciò nell'agosto del 1901 a bordo della nave Discovery. Il nome ufficiale datole fu "National Antarctic Expedition" e l'obiettivo dichiarato era l'esplorazione delle regioni antartiche, l'obiettivo reale era quello di raggiungere come prima nazione il Polo sud.
Questa fu la prima spedizione ad attraversare il Mare di Ross e a raggiungere la Barriera di Ross, scoprendo nuove terre e facendo restare affascinato Shackleton dal continente antartico. Egli e Scott furono i primi a utilizzare una mongolfiera in Antartide, raggiungendo con essa i 200 m di quota nel febbraio del 1902, rendendola peraltro inutilizzabile dopo questo primo uso.

### Il tentativo di raggiungere il Polo sud
Partendo dal canale McMurdo, Scott, Edward Wilson e Ernest Shackleton tentarono di raggiungere il Polo sud con delle slitte ma il tentativo parve fin dall'inizio essere nato sotto una cattiva stella. Tutti e tre avevano poca esperienza di sopravvivenza in ambienti estremi, Shackleton non ne aveva alcuna nel montaggio di tende e nemmeno aveva mai dormito in un sacco a pelo. Inoltre nessuno dei tre era uno sciatore esperto, i viveri non erano sufficienti e furono usati dei cani da slitta senza che qualcuno avesse esperienza di conduzione di mute. Il 31 dicembre 1902 raggiunsero il punto più a sud della loro spedizione, a circa 480 miglia di distanza dal Polo. Durante la marcia di rientro, che divenne una vera e propria corsa alla sopravvivenza, Wilson soffrì di cecità da neve mentre Shackleton ebbe dei grossi problemi di scorbuto.

### Il rientro dalla spedizione Discovery
Nel 1903, nonostante Shackleton si fosse ripreso completamente dalla malattia, Scott ne ordinò il rientro in Inghilterra dando il via a molte ipotesi e congetture. Vi sono indizi sul fatto che il capo spedizione ne invidiasse la popolarità tra i membri della squadra e che lo scorbuto gli offrì un valido pretesto per allontanarlo. Altre testimonianze indicano che, appartenendo Shackleton alla meno nobile marina mercantile, al contrario degli altri membri della spedizione che erano tutti membri della Royal Navy, non fu ritenuto "meritevole" di trascorrere il secondo inverno in Antartide.
Ranulph Fiennes scrisse nella sua biografia di Scott che non vi sono prove del conflitto fra i due, l'unico che ne parlò fu Albert Armitage (navigatore e secondo ufficiale) nella sua autobiografia, ma è da tener presente il fatto che l'autore stesso ebbe dei contrasti con Scott. Secondo l'opinione di Fiennes il motivo del rientro fu davvero solo lo stato di salute di Shackleton.
Il rientro precoce dall'Antartide, che era fonte di disagio per Shackleton stesso, non nocque alla sua popolarità, fu infatti festeggiato come un eroe.

## La spedizioneNimrod
Nel suo racconto The heart of the Antarctis, che riporta il resoconto della prima spedizione antartica da lui guidata, Shackleton descrive come scopi dell'avventura l'ampliamento delle conoscenze del continente, l'esplorazione dei confini della barriera di Ross, l'analisi di aspetti meteorologici, della zoologia e mineralogia dell'Antartide. Il vero motivo era però nuovamente il raggiungimento del Polo sud. Il finanziamento dell'impresa fu difficoltoso: solo nella primavera del 1907 e grazie all'aiuto dei governi australiani e neozelandesi, Shackleton fu in grado di ottenere i mezzi necessari per poterla intraprendere.

### I risultati della spedizione

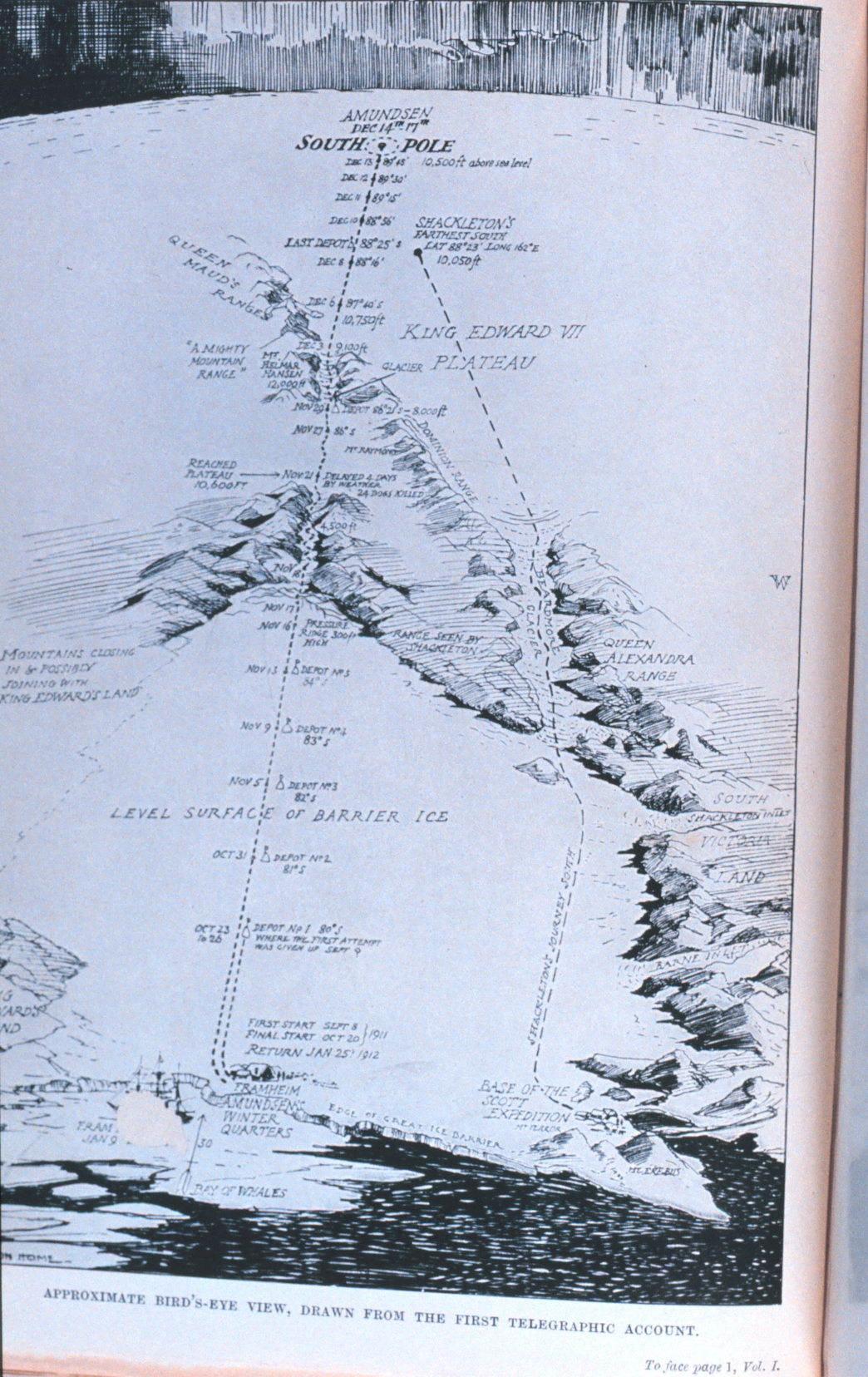
La mappa con il confronto fra il percorsi di Shackleton e Amundsen

La "British Antarctic Expedition" che durò dal 1907 al 1909, viene spesso chiamata Spedizione Nimrod dal nome della nave utilizzata. Shackleton ne attrezzò il campo base sull'Isola di Ross presso Capo Royds, a soli 20 miglia dal campo base di Scott nella spedizione Discovery.
La spedizione scalò per la prima volta il Monte Erebus, il vulcano attivo sull'isola di Ross, localizzò il Polo Sud Magnetico il 16 gennaio 1909 e scoprì il passaggio nel ghiacciaio di Beardmore.

### Polo sud: nuovo tentativo
Shackleton provò nuovamente - insieme con Frank Wild, Eric Marshall e James Adams - a raggiungere il Polo sud. Nonostante l'esperienza acquisita durante la spedizione precedente, i preparativi - visti con ottica attuale - parvero insufficienti. Anche questa volta i membri della spedizione non erano esperti sciatori e l'attrezzatura da alpinismo si rivelò inadeguata. Basandosi sulla esperienza negativa di utilizzo di mute di cani, Shackleton utilizzò dei pony della Manciuria, che però si rivelarono altrettanto inadeguati al tipo di neve e di ghiaccio. I pony acquistati erano inoltre in condizioni fisiche non buone, per cui dovettero essere progressivamente abbattuti.
Nonostante tutto, i quattro riuscirono ad arrivare a 88° 23' Sud. A soli 180 km dal Polo sud, valutando le scorte e le forze del gruppo, Shackleton decise di interrompere il tentativo e di tornare al campo base. Ancora oggi, dato il contesto, questa decisione appare notevole per la sua grande razionalità.
Per tre anni Shackleton detenne il primato di avvicinamento al Polo sud. La decisione di interrompere il tentativo fu da lui spiegata con la laconica affermazione: "Better a live donkey than a dead lion (Meglio un asino vivo che un leone morto)".

## La spedizioneEndurance

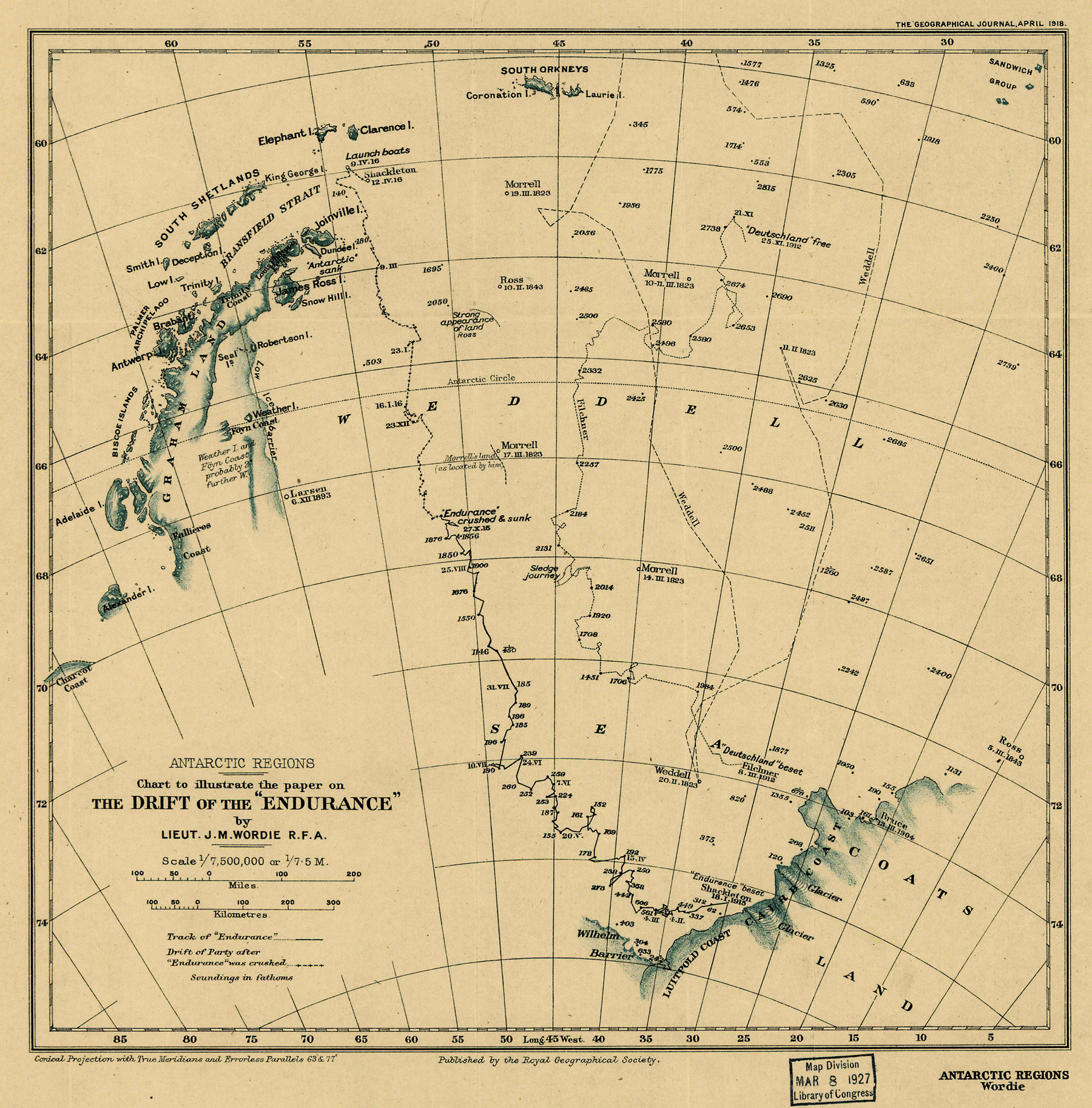
Mappa della spedizione Endurance

Dopo il raggiungimento del Polo sud da parte di Roald Amundsen e un mese dopo da parte di Scott, l'unica conquista di prestigio che rimaneva era la traversata del continente antartico. La spedizione partì da Londra il 1º agosto 1914, tre giorni prima che l'Inghilterra dichiarasse guerra alla Germania, con a bordo Shackleton e altri 27 uomini. La nave Endurance rimase ancorata a Grytviken (Georgia del Sud) per circa un mese e salpò diretta verso il mare di Weddell il 5 dicembre 1914. Il 10 gennaio 1915 la nave raggiunse il mare di Weddell e il 19 dello stesso mese rimase incastrata nella banchisa.
La nave, incastrata nella banchisa, andò alla deriva da 77° S a 61° S, finché il 27 ottobre - più di dieci mesi dopo - dovette essere abbandonata, e infatti il 21 novembre fu completamente distrutta dalla pressione del ghiaccio. Shackleton fece trasferire l'equipaggio sulla banchisa in un accampamento d'emergenza chiamato "Ocean Camp", dove rimasero fino al 29 dicembre, quando si trasferirono, trasportando al traino tre scialuppe di salvataggio, su un lastrone di banchisa in quello che chiamarono Patience Camp.
Fino all'8 aprile 1916 rimasero sulla banchisa e - quando questa incominciò a sciogliersi - tentarono di raggiungere, a bordo delle scialuppe, l'isola Elephant. Dopo una navigazione molto difficile, raggiunsero la costa dell'isola il 15 aprile 1916, al 498º giorno della spedizione. Le probabilità di ritrovamento e soccorso erano nulle, Shackleton decise quindi di raggiungere, utilizzando la scialuppa in condizioni migliori, la Georgia del Sud (distante 870 miglia marine, circa 1.600 km) insieme a cinque uomini, per cercare aiuto. I sei salparono il 24 aprile 1916 e riuscirono ad attraccare nella parte meridionale dell'isola (nella baia di Re Haakon) dopo 15 giorni di navigazione in condizioni meteorologiche proibitive.
Shackleton, insieme con Tom Crean e Frank Worsley, riuscì in 36 ore ad attraversare 30 miglia di montagne e ghiacciai inesplorati della Georgia del Sud (fu il primo attraversamento dell'isola) per raggiungere la stazione baleniera di Stromness situata sulla costa settentrionale. I tre vi giunsero il 20 maggio. Da lì Shackleton organizzò il soccorso degli uomini rimasti sull'isola Elephant che furono tratti in salvo, al quarto tentativo, il 30 agosto 1916 col rimorchiatore cileno Yelcho.
L'impresa di Shackleton, che nonostante le incredibili traversie non perse nemmeno un uomo, fu per lungo tempo oscurata dall'attenzione dedicata alla contemporanea sfortunata spedizione di Scott. Solo in epoca più recente le difficoltà incontrate nel 1964 dalla Combined Services Expedition, che aveva l'obiettivo di esplorare la Georgia del Sud, e la richiesta di evacuazione d'emergenza da parte di alcuni uomini dello Special Air Service britannico coinvolti nell'operazione Paraquet e rimasti bloccati dalle avverse condizioni meteo sul ghiacciaio Fortuna nel 1982 (evacuazione che costò ai britannici la perdita di due elicotteri Westland Wessex), fecero comprendere la reale portata della traversata effettuata da Shackleton.

## La spedizioneQuest

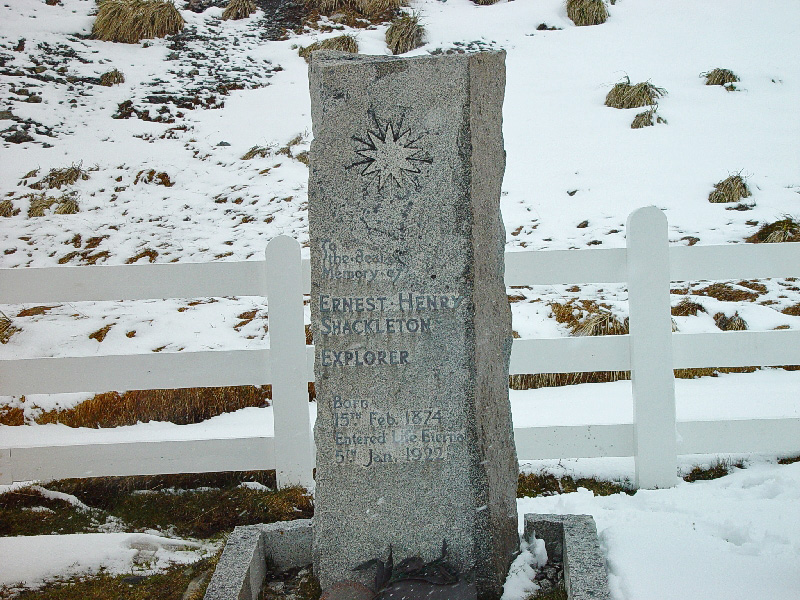
La tomba di Shackleton a Grytviken, nella Georgia del Sud

Alla fine del 1920 Shackleton tentò nuovamente di organizzare una spedizione. Il suo obiettivo era quello di dirigersi a Nord e raggiungere il Polo Artico precedendo Amundsen. Riuscì a ottenere i finanziamenti necessari ma una serie di ritardi impedirono una partenza tempestiva per evitare l'inverno artico. Convinse allora il suo finanziatore a effettuare una nuova spedizione in Antartide.
La Quest salpò il 17 settembre 1921 da Londra salutata da una folla esultante. A bordo vi erano molti dei partecipanti alla precedente spedizione Endurance: Frank Wild, J. A. McIlroy, il medico di bordo e Tom Green, il cuoco. Anche Hussey, Macklin, Mclead, Kerr e Worsley, il capitano, si erano aggregati a Shackleton. L'obiettivo scientifico della Quest non era ben definito. Attraccarono al porto di Grytviken, lo stesso porto nel quale durante la spedizione Endurance avevano atteso per un mese che le condizioni meteorologiche fossero favorevoli alla partenza.
Nella notte del 5 gennaio Shackleton ebbe un forte attacco cardiaco e morì poche ore dopo, il corpo era già in viaggio verso l'Inghilterra quando la moglie Emily dette disposizioni affinché venisse sepolto nella Georgia del Sud nel cimitero dei pescatori di Grytviken.

## Riferimenti a Shackleton
- La figura del capitano Shackleton e la spedizione dell'Endurance sono ripresi nel brano Shakleton dall'album Gommalacca (1998) di Manlio Sgalambro e Franco Battiato, nonché nell'album Shackleton's Voyage del gruppo progressive-rock Eureka.
- Il nome di Shackleton compare inoltre nel testo della canzone Arguing with Thermometers degli Enter Shikari.
- Sulla figura del capitano è stato scritto e rappresentato, nel 2012, lo spettacolo teatrale Antartica - Lo straordinario viaggio di Shackleton di Silvia Elena Montagnini e Bobo Nigrone, interpretato da Silvia Elena Montagnini, diretto da Bobo Nigrone e prodotto dalla Compagnia teatrale torinese Onda Teatro.
- Il divulgatore scientifico Piero Angela gli dedica una puntata speciale del suo programma Superquark.
- L'Avro 696 Shackleton prende il nome dal famoso esploratore Ernest Shackleton. Era un bombardiere e ricognitore marittimo a lungo raggio prodotto dall'azienda britannica Avro (A.V. Roe Ltd) dagli anni cinquanta. Fu utilizzato principalmente per la sorveglianza antisommergibile e il pattugliamento marittimo. Rimase in servizio dal 1951 al 1990 nella Royal Air Force e, tra il 1957 e il 1984, nella Suid-Afrikaanse Lugmag, l'Aeronautica militare del Sudafrica.
- Il ghiacciaio Shackleton, nella dipendenza di Ross in Antartide, fu scoperto dal Programma Antartico degli Stati Uniti d'America (1939-1941) e ricevette la sua attuale denominazione dall'US-SCAN in suo onore.[4]
- Nella serie Netflix Atypical, il protagonista Sam, ragazzo affetto da autismo, è un grande fan del capitano Shackleton, e utilizza la lettura della sua pagina Wikipedia per ritrovare la calma nei momenti di crisi.
- Una versione romanzata a tre puntate degli avvenimenti della Endurance è apparsa sui numeri 3390, 3391 e 3392 del settimanale "Topolino". Soggetto e sceneggiatura a cura di Sergio Cabella e disegni di Paolo Mottura.

## Scritti
- con W. McLean, O.H.M.S.: A Record of the Voyage of the Tintagel Castle: Conveying 1,200 Volunteers from Southampton to Cape Town, marzo 1900
- Ghiaccio (titolo originale: South: the story of Shackleton's 1914-1917 expedition), Rizzoli, Milano (ISBN 88-17-86078-6)
- Il cuore dell'antartico (titolo originale: The Heart of the Antarctic), Treves, Milano, e Penguin, Londra, 2001 (ISBN 0-14-029620-4)
- Sud. La spedizione dell'Endurance, Nutrimenti, 2009 (ISBN 88-95842-47-2)